# Retrato de Jacopo Strada
Retrato de Jacopo Strada es una pintura de 1567/68 de Tiziano. El retrato fue pintado al óleo sobre lienzo y ahora se encuentra en el Kunsthistorisches Museum de Viena.

## Descripción
Jacopo Strada, que encargó la obra, aparece retratado a los cincuenta y un años. Bastante inusual para el tipo de retrato de esta época es el hecho de que el modelo no mira directamente al espectador, sino que se representa "en acción" mientras hace su trabajo. La actitud de Strada parece expresar que se comunica con una persona a su lado, fuera del encuadre, a quien le presenta una estatuilla que representa a la diosa Venus. Varias monedas están esparcidas sobre la mesa, lo que indica el interés numismático de Strada.
Para dar un poco de dinamismo a la composición y enfatizar el movimiento del retratado, el artista deja que la opulenta capa de piel de Strada se deslice por su hombro derecho para que solo quede sostenida por su hombro izquierdo. Esta piel, el jubón de brillante seda roja con el chaleco de terciopelo negro encima, documentan la prosperidad del retratado. La cadena de oro enrollada en cuatro vueltas alrededor del cuello lleva un colgante en el que se puede ver de perfil una cabeza con casco. La cadena y la espada identifican al modelo como un noble. El cartucho montado sobre un pilar arriba a la derecha lleva una inscripción. El pilar en sí es estructuralmente incomprensible y probablemente tenga el único propósito de portar el cartucho.

## La inscripción
La inscripción en latín dice: “JACOBVUS DE STRADA CIVIS ROMANVS CAESS. ANTIQVARIVS Y COM. BÉLICA. AN: AETAT: LI: et CMDL XVI", es decir "Jacopo de Strada, ciudadano romano, anticuario imperial y ministro de guerra, a la edad de 51 años, en el año 1566".

## El cliente
Jacopo Strada fue un coleccionista y tasador de arte de Mantua, orfebre, arqueólogo y pintor. Comenzó su carrera coleccionando monedas y escribió un libro sobre ello titulado De consulibus numismatibus. En la inscripción, de Strada se refiere con orgullo a su profesión de anticuario imperial, y en este sentido también escribió un libro en 1553, a saber, Epitome thesauri antiquitatum, hoc est, impp. Rom. orientalium et occidentalium iconum, ex antiquis numismatibus qu…m fidelissimus deliniantur, ex musaeo Iacobi de Strada Mantuani Antiquarij. Sus propios escritos se pueden ver en el retrato sobre su cabeza, encima de un armario, por lo que han surgido de él, por así decirlo.
Jacopo Strada fundó el "Antiquarium" de Múnich al servicio del duque Alberto V de Baviera y más tarde ocupó el mismo cargo en Viena y la corte de Praga bajo los emperadores Fernando I, Maximiliano II y Rodolfo II. La designación "COM(ES) BEL(L)IC(US)", que significa Ministro de Guerra, es sin duda una exageración de De Strada. Aparentemente derivó este "título" de dibujos que había hecho como planos de construcción para máquinas de guerra.
Él mismo se hizo pintar por Tiziano, que era amigo suyo y ya casi octogenario en ese momento. Este último probablemente se animó a representar no solo los objetos de la profesión de Strada, sino también sus insignias de dignidad como la cadena y la espada. Tiziano firmó el cuadro arriba a la izquierda: "TITIANVS F(ECIT)". La carta que está sobre la mesa contiene las palabras "Al Mag co Sig ore il Sig o Titian Vecellio Venezia", lo que indica que la pintura tiene un carácter de homenaje amistoso más allá del encargo.

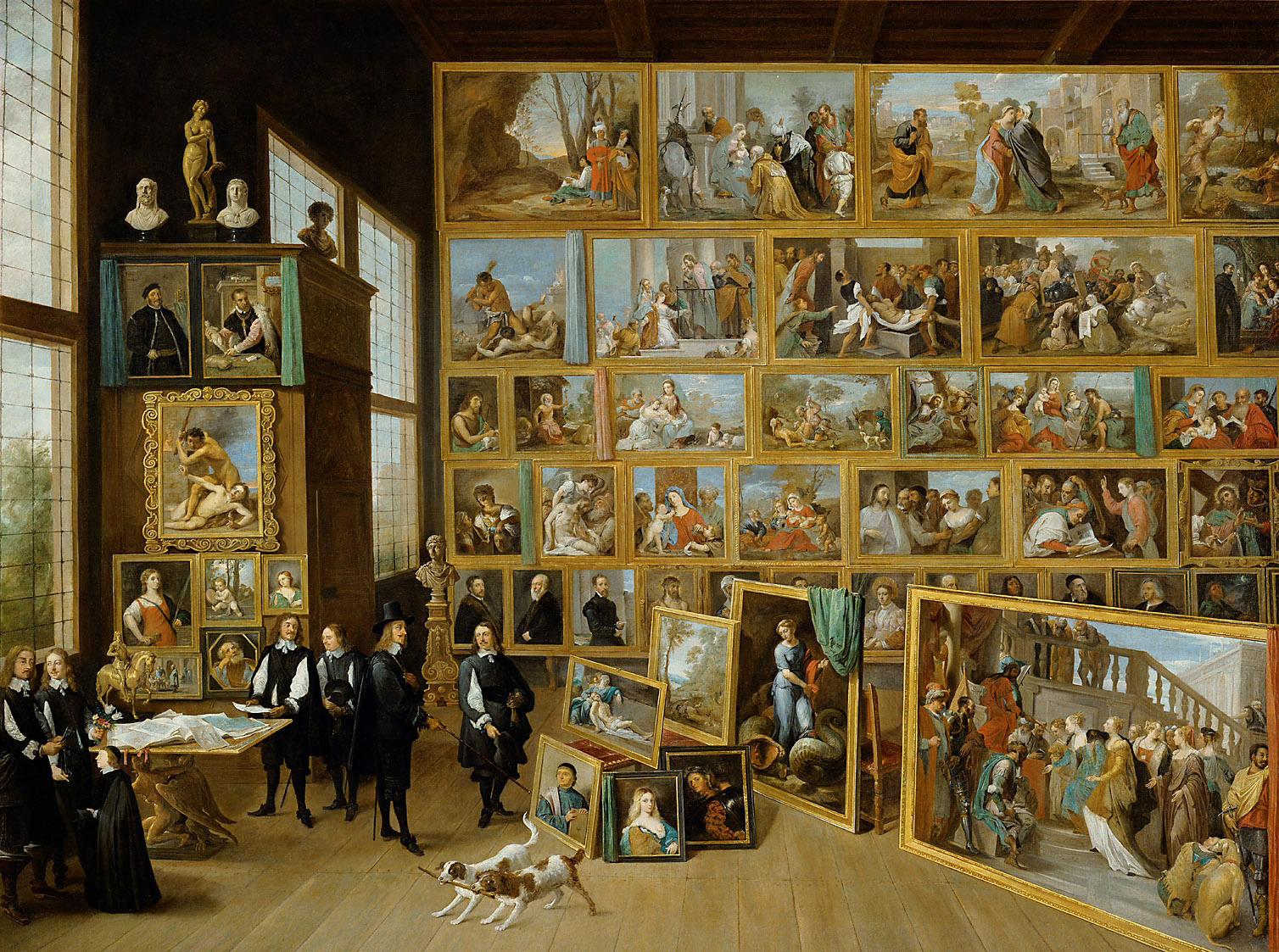
David Teniers el Viejo, El archiduque Leopoldo Guillermo en su galería de Bruselas; hacia 1651.

## Procedencia
El Kunsthistorisches Museum de Viena debe la propiedad de este cuadro, como en muchos otros casos, al archiduque Leopoldo Guillermo de Austria, quien reunió una importante colección de arte en los Países Bajos Españoles, que fue custodiada por David Teniers y representada en numerosas galerías que documentó en varias pinturas (por ejemplo, en Viena, Munich, etc.) Leopoldo Guillermo coleccionó principalmente maestros holandeses e italianos, incluidos principalmente venecianos. El retrato de Jacopo de Strada se puede ver en la parte superior izquierda de una pintura de Teniers que fue creada alrededor de 1651 y muestra al archiduque en su galería. Después de la muerte del archiduque, su sobrino, el emperador Leopoldo I, heredó la importante colección, lo que significó que el retrato de De Strada también pasó a manos imperiales y más tarde al Kunsthistorisches Museum de Viena.